# Retrat de casament d'Isaac Massa i Beatrix van der Laen
Retrat de noces d'Isaac Massa i Beatrix van der Laen és una pintura del pintor neerlandès Frans Hals realitzat a l'oli sobre llenç. Va ser pintat cap a l'any 1622. És un retrat d'una parella amb motiu del seu matrimoni que mesura 140 cm d'alt i 166,5 cm d'ample. Actualment s'exposa al Rijksmuseum d'Amsterdam (Països Baixos).
Es tracta d'un retrat en el qual es representen dos joves casats, en concret Isaac Abrahamsz Massa (1586-1643) i Beatrix van der Laen (1592-1639), que es van casar a Haarlem el 25 d'abril de 1622. Estan retratats en un paisatge, de manera relaxada, la qual cosa marca diferència amb altres retrats formals de l'època barroca.